# Garvin County
Garvin County ist ein County im Bundesstaat Oklahoma der Vereinigten Staaten. Der Verwaltungssitz (County Seat) ist Pauls Valley. Das U.S. Census Bureau hat bei der Volkszählung 2020 eine Einwohnerzahl von 25.656 ermittelt.

## Geographie
Das County liegt im mittleren Süden von Oklahoma und hat eine Fläche von 2107 Quadratkilometern, wovon 16 Quadratkilometer Wasserfläche sind. Es grenzt im Uhrzeigersinn an folgende Countys: McClain County, Pontotoc County, Murray County, Carter County, Stephens County und Grady County.

## Geschichte
Garvin County wurde am 16. Juli 1907 als Original-County aus Chickasaw-Land gebildet. Benannt wurde es nach Samuel Garvin, der durch Heirat ein Angehöriger der Chickasaw und einer ihrer Führer wurde.
Elf Bauwerke und Stätten des Countys sind im National Register of Historic Places (NRHP) eingetragen (Stand 30. Mai 2018).
Im Garvin County liegt die Kleinstadt Elmore City, auf deren Schulstreit um die Aufhebung eines alten Tanzverbots 1980 das Drehbuch zum Film Footloose 1984 aufbaute.

## Bevölkerungsentwicklung
| 1980   | 1990   | 2000   | 2005   | 2010   | 2020   |
| ------ | ------ | ------ | ------ | ------ | ------ |
| 27.766 | 26.605 | 27.210 | 27.228 | 27.576 | 25.656 |

## Demografische Daten

Alterspyramide des Garvin County

Nach der Volkszählung im Jahr 2000 lebten im Garvin County 27.210 Menschen in 10.865 Haushalten und 7.605 Familien. Die Bevölkerungsdichte betrug 13 Einwohner pro Quadratkilometer. Ethnisch betrachtet setzte sich die Bevölkerung zusammen aus 84,93 Prozent Weißen, 2,55 Prozent Afroamerikanern, 7,36 Prozent amerikanischen Ureinwohnern, 0,23 Prozent Asiaten, 0,04 Prozent Bewohnern aus dem pazifischen Inselraum und 1,54 Prozent aus anderen ethnischen Gruppen; 3,34 Prozent stammten von zwei oder mehr Ethnien ab. 3,40 Prozent der Bevölkerung waren spanischer oder lateinamerikanischer Abstammung.
Von den 10.865 Haushalten hatten 30,7 Prozent Kinder unter 18 Jahre, die im Haushalt lebten. 56,4 Prozent waren verheiratete, zusammenlebende Paare, 10,1 Prozent waren allein erziehende Mütter. 30,0 Prozent waren keine Familien, 26,9 Prozent waren Singlehaushalte und in 14,3 Prozent der Haushalte lebten Menschen im Alter von 65 Jahren oder darüber. Die durchschnittliche Haushaltsgröße betrug 2,45 und die durchschnittliche Familiengröße betrug 2,96 Personen.
24,8 Prozent der Bevölkerung waren unter 18 Jahre alt, 8,1 Prozent zwischen 18 und 24, 26,0 Prozent zwischen 25 und 44, 23,1 Prozent zwischen 45 und 64 und 17,9 Prozent waren 65 Jahre oder älter. Das Durchschnittsalter betrug 39 Jahre. Auf 100 weibliche Personen kamen 92,7 männliche Personen. Auf 100 Frauen im Alter von 18 Jahren oder darüber kamen 88,8 Männer.
Das jährliche Durchschnittseinkommen eines Haushalts betrug 28.070 USD und das durchschnittliche Einkommen einer Familie betrug 34.774 USD. Männer hatten ein durchschnittliches Einkommen von 28.033 USD gegenüber den Frauen mit 18.940 USD. Das Prokopfeinkommen betrug 14.856 USD. 11,4 Prozent der Familien und 15,9 Prozent der Bevölkerung lebten unterhalb der Armutsgrenze.